# Vilhelm Beck
Johan Vilhelm Beck (født 30. december 1829 i Ørslev præstegård ved Slagelse, død 30. september 1901 sammesteds) var en dansk præst og formand for Kirkelig Forening for den Indre Mission i Danmark.
Vilhelm Becks fader var en rationalistisk sindet præst. Efter at være blevet dimitteret fra Slagelse Latinskole i 1849, begyndte Beck efter sin fars ønske at læse teologi og blev teologisk kandidat i januar 1855. Studiet havde givet ham et mere personligt forhold til kristendommen, men i første omgang blev han dog ikke præst, men lærer ved borgerskolen i Kalundborg. Påvirket af Kierkegaard fandt Beck heller ikke et præsteembede tiltrækkende. Da hans far i julen 1855 blev syg, gik Beck imidlertid ind på at blive kapellan hos ham i Ubby Sogn, hvor han stiftede bekendtskab med nogle af tidens vækkelsesbevægelser. Han havde dette embede 1856-65. Ifølge ham selv oplevede han her i 1859 en fornyet forståelse af betydningen af begrebet nåde. Vilhelm Becks skriftord var 1. Korintherbrev 15:10: "Af Guds nåde er jeg det, jeg er, og hans nåde imod mig har ikke været forgæves."
I første omgang så Beck meget op til Grundtvig, men hvor Grundtvig var inde på tanken om at bryde ud af kirken, stod Beck fast på at blive i kirkens regi, og mødet med en i 1853 oprettet forening, Forening for den Indre Mission, fik større betydning for ham. Foreningen var begyndt som en lægmandsbevægelse, der havde to lønnede missionærer og udsendte et blad, Indre Missions Tidende. De første år bar foreningen præg af interne problemer, og ved generalforsamlingen i Stenlille 13. september 1861 blev den ene missionær, Jens Larsen, direkte fyret. Beck var året forinden kommet i kontakt med foreningen og blevet inviteret til at prædike ved generalforsamlingen, der ligefrem endte med et kup fra hans side, så den gamle forening blev opløst, og en ny, Kirkelig Forening for den Indre Mission i Danmark, blev dannet. Hvor grundlaget for Indre Mission var opstået blandt lægfolk, smed han nu lægfolkene ud og tog selv magten. Han var kategorisk modstander af demokrati, foretrak enevælden og så ikke andet positivt ved Grundloven end at den gav Indre Mission lov til at afholde møder.
Han trådte ind i bestyrelsen for den nye forening sammen med sin ven Johannes Clausen, mens den gamle forenings formand, provst C.F. Rønne, også blev formand for den nye forening. Beck medgav, at han i første omgang havde tænkt på Rønne som "hvilken nathue af en præst!" - men det ændrede sig, da de lærte hinanden at kende. Reelt blev det dog Beck og Clausen, der kom til at fungere som foreningens ledere i de kommende år. Fra 1. januar 1862 blev det således Beck, der var redaktør for Indre Missions Tidende. Det var også ham, der i 1869 førte an i et egentlig brud med grundtvigianerne. I 1881 afløste Beck Rønne som formand for foreningen. Beck fik folk i tale ved store skovmøder bl.a. ved Conradineslyst ved Ruds Vedby og i Nordskoven ved Stenlille.
Vilhelm Beck stod for den personlige kristendom og talte imod alt, der kunne distrahere fra religionen. Jeppe Aakjær kaldte ham "Guds knaldepisk", og han tordnede mod universitetets teologiske studium: "På knæ for Bibelen, professor, for den hellige skrift!" . Beck forlangte, at studiet skulle basere sig på Bibelens ord. Modsat det kritisk-historiske syn, der er fortsat helt efter akademisk tradition.

Efter sin fars død i 1865 blev Beck sognepræst i Ørum-Ginnerup sogne på Djursland fra februar 1866. Det var ikke det mest indbringende embede, og Beck måtte derfor foruden sit arbejde som sognepræst, som i hans tolkning var omfattende, og sit engagement i Indre Mission også kaste sig over driften af præstegården, der havde været bortforpagtet. I 1874 skiftede han til det mere indbringende kald i Ørslev og Solbjerg sogne, hvor han var født. Her blev Beck til sin død, og på hans gravsten er der et billede af en hane sammen med Becks valgsprog: "Så længe jeg lever, vil jeg gale." Ifølge Wilhem Becks datter Marie 'Søster' Beck var Wilhelm Becks hustru imod, at det kom til at stå på Becks gravsten. Det skete ikke desto mindre på foranledning af pastor A. Fibiger:
Men ordene paa hans gravsten om, at »Saa længe jeg lever, vil jeg gale«, har hverken mor eller vi børn sat der, siger Søster Beck. Heller ikke far selv havde ønsket det. Nej, det var noget, Fibiger fandt paa. Og mor var ked af det, da hun saa det.
14. marts 1860 blev Beck gift med sin kusine, Nina Charlotte Staffeldt (1834 – 1905), som han fik 10 børn med. De fire døde, inden de blev voksne. En af sønnerne, Otto Beck (1867-1948), virkede som arkitekt for Indre Mission.